# Dusona destructor
Dusona destructor är en stekelart som beskrevs av David B. Wahl 1991. Dusona destructor ingår i släktet Dusona och familjen brokparasitsteklar. Inga underarter finns listade i Catalogue of Life.